# Геральдичний щит
Геральди́чний щит (нім. Heraldischer Schild) — основа герба.

## Поділ
У геральдиці права і ліва сторони щита визначаються не з погляду людини, що дивиться на щит, а з погляду людини, що стоїть за щитом, або воїна, що тримає його в руці. Таким чином, ліва частина щита на малюнку, звана «декстер», звернена до правої руки воїна, вважається правою, а права частина, звана «синістер», звернена до лівої руки (яка тримає щит) вважається лівою. Тому, коли йдеться про орієнтацію елементів герба, наприклад фігури лева, указується, що фігура повернена геральдично вправо (або вліво). Щоб точно визначити, в якій частині щита розташована та або інша фігура, слід розрізняти такі точки або області щита, показані на малюнку.
|  | - A — Глава - B — Праворуч щита - C — Ліворуч щита - D — Підніжжя; основа - E — Правий верхній кут; права глава - F — Середина глави - G — Лівий верхній кут глави; ліва глава - H — Почесна частина (honour point) - I — Центр (fess point) - J — Середина щита (nombril of Navel point) - K — Правий нижній кут; праве підніжжя - L — Лівий нижній кут; ліве підніжжя - M — Середина підніжжя |

Здебільшого щит буває розділений на декілька частин, кожна з яких називається полем. Цей принцип називається діленням щита і припускає, що щит може бути розділений прямими або фігурними лініями, що виходять із строго певних точок щита і йдуть в певних напрямках. Лінія ділення може бути єдиною або таких ліній може бути багато, але всі вони мають бути проведені пропорційно. Вертикальні і горизонтальні лінії повинні проводитися на рівній відстані від країв щита, а діагональні лінії — на рівній відстані від його кутів.

### Прості поділи
- Розтин. Щит розітнутий на червоне і срібло. Розтин проводиться вертикальною лінією, що проходить через центр щита;
- Перетин. Щит перетнутий на червоне і срібло. Перетин проводитися горизонтальною лінією, що проходить через центр щита;
- Укіс з правої сторони . Щит скошений справа на срібло і червоне. Укіс справа проводитися діагональною лінією, що проходить через центр щита від верхнього правого (геральдично правого) кута в лівий нижній кут щита;
- Укіс з лівої сторони. Щит скошений зліва на червоне і срібло. Укіс зліва проводитися діагональною лінією, що проходить через центр щита від верхнього лівого (геральдично лівого) кута в правий нижній кут щита.

## Форми геральдичних щитів

1. Французький старий; 2. французький новий; 3. овальний; 4. ромбічний; 5. квадратний; 6. італійський; 7. саксонський; 8. англійський; 9. німецький; 10. польський; 11. іспанський і португальський.

У геральдиці зустрічаються щити найрізноманітніших форм — від простих до вельми хитромудрих. Найпоширенішою формою лицарського щита в епоху зародження геральдики була трикутна, яка і стала основною. Але в різні історичні періоди з'являлися також інші конфігурації.
Спочатку форма геральдичних щитів повторювала форму бойових, таких, що реально існують, і мінялася разом з розвитком зброї. Але з часом в геральдиці відбувся відхід від класичних (правдоподібних) форм. Широкі можливості для фантазії художників відкрила поява «bouche» — круглого вирізу з правого боку щита, що служив опорою для списа.
Можна виділити декілька основних форм геральдичних щитів: варязький, іспанський, італійський, французький, англійський, візантійський, німецький, ромбічний, квадратний. Найзручнішим з погляду вільного місця є французький щит, що надає, в порівнянні зі щитами складніших форм, максимальну площу для заповнення. Цей щит вже давно застосовується в геральдиці як основний. Він є прямокутником з основою, рівною 8/9 висоти, з вістрям, що виступає в середній нижній частині, і заокругленими нижніми кутами.